# كي إيشيكاوا
كي إيشيكاوا (باليابانية: 石川 慧) (30 سبتمبر 1992 في نيغاتا في اليابان – )؛ هو لاعب كرة قدم ياباني سابق كان يلعب كحارس مرمى.

## وصلات خارجية
- كي إيشيكاوا على موقع رابطة كرة القدم اليابانية للمحترفين (اليابانية)
- كي إيشيكاوا على موقع قاعدة بيانات كرة القدم.إي يو (الإنجليزية)
- كي إيشيكاوا على موقع Soccerway.com (الإنجليزية)
- كي إيشيكاوا على موقع عالم كرة القدم.نت (الإنجليزية)
- كي إيشيكاوا على موقع كووورة